# Halve marathon van Bath
De halve marathon van Bath is een hardloopwedstrijd over een afstand van een halve marathon (21,1 km), die sinds 1982 jaarlijks in Bath wordt gehouden.

## Parcoursrecords
- Mannen: 1:01.45 - Robert Wambua Mbithi  Kenia (2016)
- Vrouwen: 1:09.28 - Liz Yelling  Engeland (2007)

## Uitslagen
| Jaar          | Snelste man             | Land                | Tijd    | Snelste vrouw      | Land                | Tijd    |
| ------------- | ----------------------- | ------------------- | ------- | ------------------ | ------------------- | ------- |
| 12 maart 2017 | Ben Fish                | Engeland            | 1:05.16 | Ruth Barnes        | Engeland            | 1:15.32 |
| 13 maart 2016 | Robert Wambua Mbithi    | Kenia               | 1:01.45 | Lenah Cherotich    | Kenia               | 1:12.24 |
| 1 maart 2015  | Paul-Victor Martelletti | Verenigd Koninkrijk | 1:05.28 | Emma Stepto        | Verenigd Koninkrijk | 1:13.50 |
| 2 maart 2014  | Nicholas Kirui Kipngeno | Kenia               | 1:03.13 | Parendis Lekapana  | Kenia               | 1:10.53 |
| 3 maart 2013  | Teodros Shiferaw        | Ethiopië            | 1:03.26 | Pauline Wanjiru    | Kenia               | 1:10.28 |
| 11 maart 2012 | Edwin Kiptoo            | Kenia               | 1:02.01 | Jane Muia Mwikali  | Kenia               | 1:11.19 |
| 6 maart 2011  | Edwin Kipkorir Kiptoo   | Kenia               | 1:04.00 | Edith Chelimo      | Kenia               | 1:11.25 |
| 7 maart 2010  | Ezekiel Cherop          | Kenia               | 1:03.03 | Michelle Ross-Cope | Verenigd Koninkrijk | 1:12.07 |
| 15 maart 2009 | Simon Tanui             | Kenia               | 1:03.29 | Joyce Kandie       | Kenia               | 1:11.49 |
| 16 maart 2008 | Raymond Tanui           | Kenia               | 1:05.21 | Wendy Nicholls     | Engeland            | 1:13.33 |
| 25 maart 2007 | Teodros Shiferaw        | Ethiopië            | 1:02.09 | Liz Yelling        | Engeland            | 1:09.28 |
| 19 maart 2006 | Simon Kasimili          | Kenia               | 1:04.08 | Catherine Mutwa    | Kenia               | 1:12.45 |
| 20 maart 2005 | Simon Tanui             | Kenia               | 1:02.53 | Susan Partridge    | Verenigd Koninkrijk | 1:13.10 |
| 14 maart 2004 | Joseph Riri             | Kenia               | 1:02.20 | Miriam Wangari     | Kenia               | 1:14.37 |
| 16 maart 2003 | Huw Lobb                | Engeland            | 1:04.51 | Debra Robinson     | Engeland            | 1:11.57 |
| 17 maart 2002 | William Musyoki         | Kenia               | 1:04.14 | Joanna Lodge       | Engeland            | 1:14.01 |
| 18 maart 2001 | Paul Green              | Engeland            | 1:04.57 | Annie Emmerson     | Engeland            | 1:11.13 |
| 19 maart 2000 | Alan Shephard           | Engeland            | 1:05.48 | Helen Purdy        | Engeland            | 1:15.55 |
| 21 maart 1999 | Anthony Graham          | Verenigd Koninkrijk | 1:06.58 | Debbie Gunning     | Engeland            | 1:18.36 |
| 8 maart 1998  | Stuart Hall             | Engeland            | 1:06.52 | Melanie Ellis      | Verenigd Koninkrijk | 1:15.34 |
| 16 maart 1997 | Gareth Davies           | Verenigd Koninkrijk | 1:06.55 | Hayley Nash        | Verenigd Koninkrijk | 1:18.37 |
| 17 maart 1996 | Phil Makepeace          | Engeland            | 1:05.15 | Hayley Nash        | Verenigd Koninkrijk | 1:16.10 |
| 19 maart 1995 | David William Taylor    | Engeland            | 1:04.22 | Karen Macleod      | Verenigd Koninkrijk | 1:14.17 |
| 20 maart 1994 | Christopher Buckley     | Verenigd Koninkrijk | 1:03.44 | Hayley Nash        | Verenigd Koninkrijk | 1:13.15 |
| 21 maart 1993 | Stephen Brace           | Verenigd Koninkrijk | 1:04.05 | Andrea Wallace     | Engeland            | 1:09.39 |
| 15 maart 1992 | Colin Walker            | Engeland            | 1:03.59 | Anne Roden         | Engeland            | 1:15.26 |
| 17 maart 1991 | Christopher Buckley     | Verenigd Koninkrijk | 1:04.41 | Karen Macleod      | Verenigd Koninkrijk | 1:13.31 |
| 18 maart 1990 | Stephen Brace           | Verenigd Koninkrijk | 1:05.11 | Veronique Marot    | Engeland            | 1:13.46 |
| 19 maart 1989 | John Wheway             | Engeland            | 1:04.26 | Bronwen Cardy      | Verenigd Koninkrijk | 1:15.20 |
| 20 maart 1988 | John Wheway             | Engeland            | 1:04.11 | Sally Ellis        | Engeland            | 1:11.38 |
| 15 maart 1987 | John Wheway             | Engeland            | 1:03.02 | Veronique Marot    | Engeland            | 1:11.53 |
| 16 maart 1986 | Steve Anders            | Engeland            | 1:02.35 | Veronique Marot    | Engeland            | 1:10.23 |
| 17 maart 1985 | Steve Anders            | Engeland            | 1:03.29 | Veronique Marot    | Engeland            | 1:11.10 |
| 18 maart 1984 | Maurice Cowman          | Ierland             | 1:04.13 | Priscilla Welch    | Engeland            | 1:11.53 |
| 20 maart 1983 | Nigel Gates             | Engeland            | 1:04.24 | Annette Roberts    | Engeland            | 1:15.35 |
| 21 maart 1982 | Nigel Gates             | Engeland            | 1:03.01 | Joyce Smith        | Engeland            | 1:11.45 |